# SAS (software)
SAS (anteriormente conocido como "Statistical Analysis System"; sistema de análisis estadístico) es un paquete de software estadístico desarrollado por SAS Institute. Este software se utiliza para la gestión de datos, el análisis avanzado, el análisis multivariante, la inteligencia empresarial, la investigación criminal y el análisis predictivo.
SAS fue desarrollado en la Universidad Estatal de Carolina del Norte desde 1966 hasta 1976, lo que llevó a la creación del SAS Institute. A lo largo de las décadas de 1980 y 1990, SAS continuó su desarrollo mediante la incorporación de nuevos procedimientos estadísticos, componentes adicionales y la introducción de JMP. En la versión 9, lanzada en 2004, se añadió una interfaz point-and-click, lo que facilitó su uso para usuarios no técnicos. En 2010, se agregó un producto de análisis de redes sociales a la oferta de SAS.

## Resumen técnico y terminología
SAS es un paquete de software que permite extraer, modificar, gestionar y recuperar datos de diversas fuentes, así como realizar análisis estadísticos con ellos. Además, ofrece una interfaz gráfica de usuario point-and-click para usuarios no técnicos, y también se puede utilizar a través del lenguaje SAS.
Los programas SAS se componen de pasos DATA, que se encargan de la recuperación y manipulación de datos, y pasos PROC, que se utilizan para analizar los datos. Cada paso está compuesto por una serie de sentencias.
El paso DATA consta de sentencias ejecutables, las cuales generan acciones que el software ejecuta, y de sentencias declarativas, las cuales proporcionan instrucciones para leer un conjunto de datos o alterar su apariencia. El paso DATA se divide en dos fases: compilación y ejecución. Durante la fase de compilación, se procesan las sentencias declarativas y se identifican los errores de sintaxis. Luego, en la fase de ejecución, cada sentencia ejecutable se procesa secuencialmente. Los conjuntos de datos se organizan en tablas con filas llamadas "observaciones" y columnas llamadas "variables". Cada dato en el conjunto tiene un descriptor y un valor asociado.
El paso PROC en SAS consiste en sentencias PROC que invocan procedimientos específicos. Estos procedimientos realizan análisis e informes sobre conjuntos de datos para generar estadísticas, análisis y gráficos. SAS ofrece una amplia gama de más de 300 procedimientos con nombre, cada uno de los cuales contiene una cantidad significativa de programación y trabajo estadístico. Las sentencias PROC también pueden mostrar resultados, ordenar datos u realizar otras operaciones según sea necesario.
Las macros en SAS son fragmentos de código o variables que se programan una vez y se utilizan como referencias para realizar tareas repetitivas.
Los datos en SAS se pueden publicar en diversos formatos, como HTML, PDF, Excel, RTF y otros, utilizando el Output Delivery System (ODS), el cual fue introducido por primera vez en 2007. SAS Enterprise Guide es una interfaz gráfica de usuario de SAS que permite realizar tareas de manera intuitiva mediante el uso de opciones de point-and-click. Esta interfaz genera automáticamente el código necesario para manipular datos o realizar análisis, lo cual facilita su uso sin requerir experiencia en programación SAS.
La suite de software SAS cuenta con más de 200 componentes. Algunos de los componentes SAS incluyen:
- Base SAS: Procedimientos básicos y gestión de datos.
- SAS/STAT: Análisis estadístico.
- SAS/GRAPH: Gráficos y presentación.
- SAS/OR: Investigación operativa.
- SAS/ETS: Econometría y análisis de series temporales.
- SAS/IML: Lenguaje matricial interactivo.
- SAS/AF: Facilidad de aplicaciones.
- SAS/QC: Control de calidad.
- SAS/INSIGHT: Minería de datos.
- SAS/PH: Análisis de ensayos clínicos.
- Enterprise Miner: Minería de datos.
- Enterprise Guide: Editor de código basado en GUI y gestor de proyectos.
- SAS EBI: Conjunto de aplicaciones de inteligencia empresarial.
- SAS Grid Manager: Gestor del entorno de computación grid de SAS.
- SAS CI360: Inteligencia de clientes.

## Historia

### Orígenes
El desarrollo de SAS comenzó en 1966, después de que la Universidad Estatal de Carolina del Norte volviera a contratar a Anthony Barr. para programar su software de análisis de la varianza y regresión para que funcionara en ordenadores IBM System/360. El proyecto fue financiado por los Institutos Nacionales de Salud, y su objetivo inicial era analizar datos agrícolas para mejorar el rendimiento de las cosechas. Barr fue acompañado por el estudiante James Goodnight, quien desarrolló las rutinas estadísticas del software, y ambos se convirtieron en líderes del proyecto En 1968, Barr y Goodnight integraron nuevas rutinas de regresión múltiple y análisis de varianza. En 1972, después de publicar la primera versión de SAS, el proyecto perdió su financiación. Según Goodnight, esto se debió a que los NIH solo querían financiar proyectos con aplicaciones médicas. Goodnight continuó enseñando en la universidad a cambio de un salario de 1 dólar y acceso a ordenadores centrales para utilizar en el proyecto, hasta que al año siguiente fue financiado por los Estadísticos universitarios de las Estaciones Experimentales del Sur.John Sall se unió al proyecto en 1973 y contribuyó a la econometría, series temporales y álgebra matricial del software. Otro de los primeros participantes, Carroll G. Perkins, contribuyó a la programación inicial de SAS. Jolayne W. Service y Jane T. Helwig crearon la primera documentación de SAS.
Las primeras versiones de SAS recibieron el nombre del año en que se publicaron. En 1971, se lanzó la versión limitada de SAS 71. En ese momento, solo se utilizaba en mainframes IBM e incluía los principales elementos de programación de SAS, como el paso DATA y los procedimientos más comunes del paso PROC. Al año siguiente, se publicó una versión completa llamada SAS 72, que introdujo la sentencia MERGE y añadió funciones para tratar datos faltantes o combinar conjuntos de datos. En 1976, Barr, Goodnight, Sall y Helwig retiraron el proyecto de la Universidad Estatal de Carolina del Norte e incorporaron SAS al Instituto SAS, Inc..

### Desarrollo
SAS fue rediseñado en SAS 76 con una arquitectura abierta que permitía el uso de compiladores y procedimientos. En esta versión, se mejoraron las sentencias INPUT e INFILE para que pudieran leer la mayoría de los formatos de datos utilizados por los mainframes IBM. También se introdujo la generación de informes mediante las sentencias PUT y FILE. Además, se agregó la capacidad de analizar modelos lineales generales y se implementó el procedimiento FORMAT, que permitía a los desarrolladores personalizar la apariencia de los datos. En 1979, con la llegada de SAS 79, se añadió soporte para el sistema operativo CMS y se introdujo el procedimiento DATASETS. Tres años más tarde, en SAS 82, se incorporó un primer lenguaje de macros y se agregó el procedimiento APPEND.
La versión 4 de SAS presentaba características limitadas, pero logró que SAS fuera más accesible. Fue con la llegada de la versión 5 cuando se introdujo un lenguaje de macros completo, subíndices de matriz y una interfaz de usuario interactiva a pantalla completa llamada Display Manager. En 1985, SAS fue reescrito en el lenguaje de programación C. Esto permitió la arquitectura multivendedor de SAS, lo que significa que el software puede funcionar en UNIX, MS-DOS y Windows. Previamente, estaba escrito en PL/1, Fortran y lenguaje ensamblador.
En las décadas de 1980 y 1990, SAS lanzó una serie de componentes para complementar Base SAS. En 1980, se lanzó SAS/GRAPH, que permite la creación de gráficos, y el componente SAS/ETS, que brinda soporte para análisis econométricos y de series temporales. Durante la década de 1990, se lanzó SAS/PH-Clinical, un componente diseñado específicamente para usuarios del sector farmacéutico. En 2002, la Administración de Alimentos y Medicamentos estandarizó SAS/PH-Clinical para las solicitudes de nuevos fármacos. Además, se introdujeron productos verticales como SAS Financial Management y SAS Human Capital Management, anteriormente conocidos como CFO Vision y HR Vision, respectivamente. Por otro lado, JMP fue desarrollado por el cofundador de SAS, John Sall, y un equipo de desarrolladores para aprovechar la interfaz gráfica de usuario introducida en el Apple Macintosh en 1984. JMP se distribuyó por primera vez en 1989 y ha seguido lanzando versiones actualizadas de forma continua desde 2002. La versión más reciente disponible es la de 2016
La versión 6 de SAS fue utilizada durante toda la década de 1990 y estuvo disponible en una amplia gama de sistemas operativos, como Macintosh, OS/2, Silicon Graphics y PRIMOS. A través de las versiones de mantenimiento (dot-releases), SAS introdujo nuevas funciones. Desde la versión 6.06 hasta la 6.09, se implementó una interfaz de usuario basada en el paradigma de Windows y se agregó soporte para SQL. La versión 7 introdujo el Output Delivery System (ODS) y un editor de texto mejorado. El ODS fue mejorado en versiones posteriores. Por ejemplo, en la versión 8 se añadieron más opciones de salida. A medida que avanzaba, el número de sistemas operativos compatibles se redujo a UNIX, Windows y z/OS, y se añadió el soporte para Linux. En 1999, se lanzaron la versión 8 de SAS y SAS Enterprise Miner.

### Historia reciente
En 2002, se introdujo el software Text Miner, el cual analiza datos de texto, como correos electrónicos, en busca de patrones para aplicaciones de inteligencia empresarial. Dos años después, en 2004, se lanzó la versión 9.0 de SAS, conocida como "Proyecto Mercurio", y fue diseñada para hacer que SAS fuera accesible a una gama más amplia de usuarios empresariales. En esta versión, se agregaron interfaces de usuario personalizadas basadas en la función del usuario, y se estableció la interfaz de usuario "point-and-click" de SAS Enterprise Guide como la principal interfaz gráfica de usuario (GUI; graphical user interface) del software. En ese mismo año, se mejoraron las funciones de gestión de las relaciones con los clientes (CRM; customer relationship management) con la introducción de SAS Interaction Management. En 2008, SAS anunció el Proyecto Unity, diseñado para integrar la calidad de datos, la integración de datos y la gestión de datos maestros.
SAS Institute Inc. contra World Programming Ltd fue un litigio con los desarrolladores de una implementación competidora llamada World Programming System. SAS alegó que World Programming había infringido parcialmente los derechos de autor de SAS al implementar la misma funcionalidad. El caso fue remitido por el Tribunal Superior de Justicia del Reino Unido al Tribunal de Justicia de las Comunidades Europeas el 11 de agosto de 2010. En mayo de 2012, el Tribunal de Justicia de las Comunidades Europeas falló a favor de World Programming, al considerar que "la funcionalidad de un programa informático y el lenguaje de programación no pueden estar protegidos por derechos de autor".
En 2010, se introdujo una versión gratuita de SAS para estudiantes. Ese mismo año, se lanzaron SAS Social Media Analytics, una herramienta para la monitorización de redes sociales y el análisis de sentimientos. También se presentó SAS Rapid Predictive Modeler (RPM), que permite crear modelos analíticos básicos utilizando Microsoft Excel. Además, en 2010, JMP 9 introdujo una nueva interfaz que permite utilizar el lenguaje de programación R desde JMP y un complemento para Excel. (52). En 2011, se lanzó al mercado un dispositivo de computación de alto rendimiento en colaboración con Teradata y EMC Greenplum. Ese mismo año, la empresa lanzó Enterprise Miner 7.1. Entre octubre de 2013 y octubre de 2014, SAS presentó 27 nuevos productos de gestión de datos y actualizaciones para otros 160 productos existentes. En el SAS Global Forum de 2015, se anunciaron varios nuevos productos especializados para diferentes sectores, así como un nuevo software de formación.

### Fechas de lanzamiento
SAS ha lanzado numerosas versiones desde 1972. A partir de la versión 9.3, SAS/STAT comenzó a tener su propia numeración de versiones.
| Publicaciòn | Fecha              | Comentario |
| ----------- | ------------------ | ---------- |
| 72          | Enero de 1972      |            |
| 76          | Julio de 1976      |            |
| 79.5        | Abril de 1981      |            |
| 82.4        | Enero de 1983      |            |
| 4.06        | Marzo de 1984      |            |
| 5.03        | Enero de 1985      |            |
| 6.01        | Julio de 1986      | PC DOS     |
| 6.03        | Marzo de 1988      |            |
| 6.06        | Marzo de 1990      |            |
| 6.07        | Abril de 1991      |            |
| 6.08        | Marzo de 1993      |            |
| 6.09        | Octubre de 1993    |            |
| 6.10        | Octubre de 1994    |            |
| 6.11        | Octubre de 1995    |            |
| 6.12        | Noviembre de 1996  |            |
| 7.0         | Octubre de 1998    |            |
| 8.0         | Noviembre de 1999  |            |
| 8.1         | Julio de 2000      |            |
| 8.2         | Marzo de 2001      |            |
| 9.0         | Octubre de 2002    |            |
| 9.1         | Diciembre de 2003  |            |
| 9.1.3       | Agosto de 2004     |            |
| 9.2         | Marzo de 2008      | STAT 9.2   |
| 9.2M2       | Abril de 2010      | STAT 9.22  |
| 9.3         | Julio de 2011      | STAT 9.3   |
| 9.3M2       | Agosto de 2012     | STAT 12.1  |
| 9.4         | Julio de 2013      | STAT 12.3  |
| 9.4M1       | Diciembre de 2013  | STAT 13.1  |
| 9.4M2       | Agosto de 2014     | STAT 13.2  |
| 9.4M3       | Julio de 2015      | STAT 14.1  |
| 9.4M4       | Noviembre de 2016  | STAT 14.2  |
| 9.4M5       | Septiembre de 2017 | STAT 14.3  |
| 9.4M6       | Noviembre de 2018  | STAT 15.1  |
| 9.4M7       | Agosto de 2020     | STAT 15.2  |
| 9.4M8       | Enero de 2023      | STAT 15.3  |

## Productos informáticos
Desde 2011, la línea de productos de inteligencia de clientes se ha convertido en el conjunto más amplio de productos de SAS. Incluye numerosos módulos para análisis web, análisis de redes sociales y análisis de marketing, que se utilizan para crear perfiles de clientes y prospectos, predecir comportamientos, y gestionar y optimizar las comunicaciones. Además, SAS ofrece el SAS Fraud Framework, que se utiliza para supervisar transacciones en diversas aplicaciones, redes y socios, y utiliza análisis para identificar anomalías que pueden indicar fraude. Otro producto de SAS es el SAS Enterprise GRC (Governance, Risk and Compliance), que proporciona modelado de riesgos, análisis de escenarios y otras funciones, permitiendo gestionar y visualizar el riesgo, el cumplimiento y las políticas corporativas. También existe un conjunto de productos llamado SAS Enterprise Risk Management, diseñado principalmente para bancos y organizaciones del sector financiero.
Los productos de SAS para la supervisión y gestión de las operaciones de los sistemas de TI se denominan colectivamente Soluciones de Gestión de TI de SAS. SAS recopila datos de diversos activos de TI sobre el rendimiento y la utilización, y luego genera informes y análisis. Los productos de Gestión del Rendimiento de SAS consolidan y proporcionan visualizaciones gráficas de los indicadores clave de rendimiento (KPIs) a nivel de empleado, departamento y organización. Para las necesidades de la cadena de suministro, SAS ofrece el paquete de productos SAS Supply Chain Intelligence, que incluye funciones como la previsión de la demanda de productos, la gestión de la distribución y el inventario, y la optimización de la fijación de precios. Además, existe un conjunto de software llamado "SAS for Sustainability Management", que permite prever los efectos medioambientales, sociales y económicos, e identificar las relaciones causales entre las operaciones y su impacto en el medio ambiente o el ecosistema.
SAS dispone de conjuntos de productos para sectores específicos, como la administración pública, el comercio minorista, las telecomunicaciones y la industria aeroespacial, así como para la optimización del marketing o la computación de alto rendimiento.

### Edición universitaria gratuita
Anteriormente, SAS ofrecía una Edición Universitaria Gratuita que estaba disponible para su descarga y uso no comercial. El primer anuncio sobre esta Edición Universitaria Gratuita parece haber aparecido en los periódicos el 28 de mayo de 2014. Sin embargo, en 2022, la Edición Universitaria Gratuita de SAS fue reemplazada por dos versiones totalmente basadas en la web: SAS OnDemand for Academics y SAS Viya for Learners.

### Comparación con otros productos
En un artículo publicado en 2005 en el Journal of Marriage and Family, donde se comparaban los paquetes estadísticos de SAS y sus competidores Stata y SPSS, Alan C. Acock señaló que los programas de SAS ofrecían una "extraordinaria variedad de tareas de análisis y gestión de datos", pero también mencionó que eran difíciles de usar y aprender. Por otro lado, SPSS y Stata eran considerados más fáciles de aprender debido a una mejor documentación, aunque tenían menos capacidades analíticas en comparación con SAS, pero estas capacidades podrían ampliarse con complementos de pago (en SPSS) o gratuitos (en Stata). Acock concluyó que SAS era más adecuado para usuarios avanzados, mientras que los usuarios ocasionales se beneficiarían más de SPSS y Stata. Una comparación realizada en 2014 por la Universidad de California en Los Ángeles arrojó resultados similares.
Competidores como Revolution Analytics y Alpine Data Labs han anunciado sus productos como considerablemente más baratos que los de SAS. En una comparativa realizada en 2011 por Doug Henschen de InformationWeek, se descubrió que las cuotas iniciales de los tres competidores eran similares, aunque se admitió que las cuotas iniciales no eran necesariamente la mejor base para la comparación. Es importante destacar que el modelo de negocio de SAS no se basa tanto en las cuotas iniciales de sus programas, sino en los ingresos generados por las cuotas de suscripción anuales.

### SAS Viya
En 2016, se presentó SAS Viya, una nueva arquitectura optimizada para ejecutar software de SAS en nubes públicas. Viya también mejoró la interoperabilidad con software de código abierto, permitiendo la construcción de modelos en herramientas como R, Python y Jupyter, y luego la ejecución de estos modelos en el motor Cloud Analytics Services (CAS) de SAS. En 2020, se realizó una renovación arquitectónica en Viya 4, que contiene el software. SAS vende Viya junto con SAS 9.4 y no lo ha posicionado como un reemplazo de SAS 9.4.

## Adopción
Según IDC, SAS es la empresa líder en cuota de mercado en "análisis avanzado", con un 35,4% del mercado en 2013. También es la quinta empresa con mayor cuota de mercado en software de inteligencia empresarial (BI), con una cuota del 6,9%. Además, SAS es el principal proveedor independiente en el mercado. En la competencia del mercado de BI, se enfrenta a conglomerados como SAP BusinessObjects, IBM Cognos, SPSS Modeler, Oracle Hyperion y Microsoft Power BI. SAS ha sido reconocida en el Cuadrante de Líderes de Gartner en las categorías de Herramienta de Integración de Datos y Plataformas Analíticas y de Inteligencia de Negocios. Un estudio publicado en 2011 en BMC Health Services Research reveló que el 42,6% de los análisis de datos en la investigación de servicios de salud se realizaban utilizando SAS, basado en una muestra de 1.139 artículos extraídos de tres revistas.